# Indicateur (police)
Pour les articles homonymes, voir Indicateur et Informateur.
«  Indic » redirige ici. Pour l’article homophone, voir Indique.

Une « bouche de lion », boite aux lettres pour les dénonciations anonymes au palais des Doges, à Venise. Traduction de l'inscription dans la pierre: « Dénonciations secrètes contre toute personne qui dissimule des faveurs ou des services, ou qui cherche à cacher ses vrais revenus ».

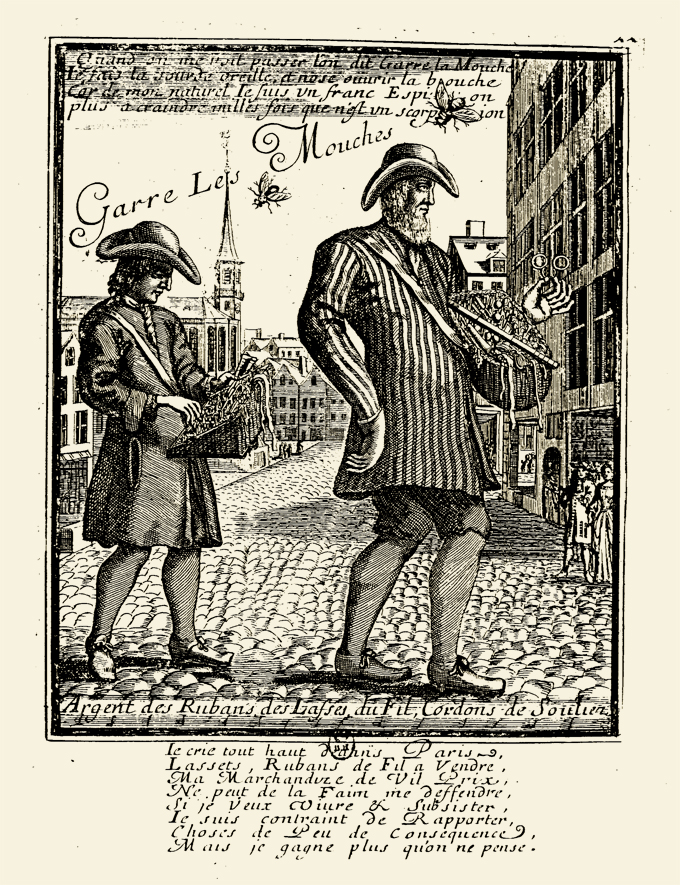
Garre les Mouches (sic).
Caricature des mouchards de la police française d'Ancien Régime, gravure sur cuivre, 1720.

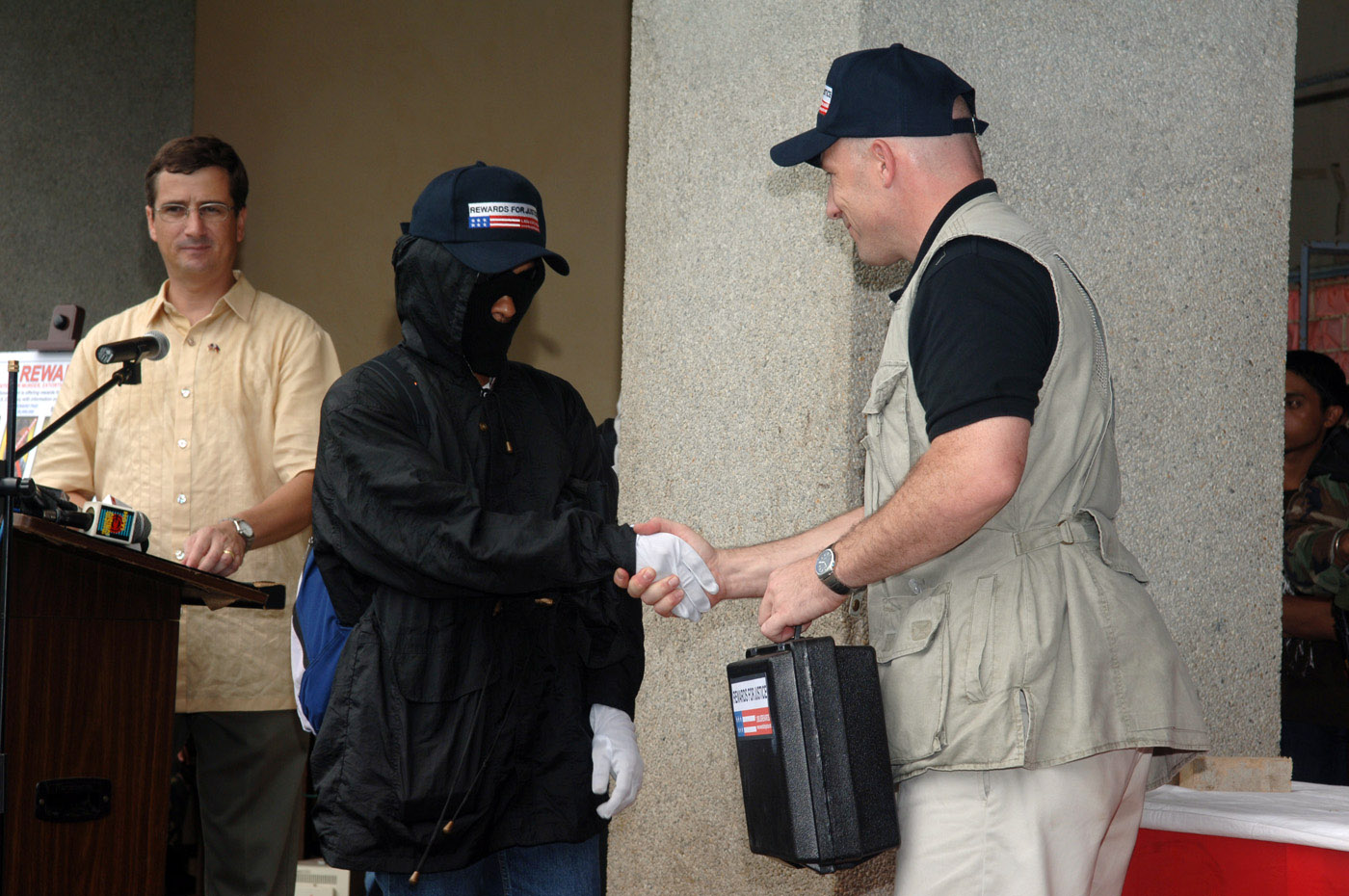
Un agent du département d'État des États-Unis félicite et donne une somme d'argent à un indicateur dont l'information a permis de neutraliser un terroriste aux Philippines.

Un indicateur (également abrégé indic dans le langage familier) ou informateur est, dans le domaine de la police et du renseignement, un auxiliaire qui fournit des informations aux services, soit « bénévolement », soit en l'échange d'une certaine impunité (poursuite de son propre trafic, élimination d'un concurrent…), d'un gain financier, d'un assouplissement de leur régime carcéral (meilleur cantinement, rapprochement géographique avec leur famille) ou d'un service (obtention de titres de séjour).

## Description
L'anonymat ou la confidentialité sont utilisés pour protéger la source (l'informateur) des représailles de la part des personnes dénoncées ou de leurs complices.

### Canada
En droit canadien, le secret de l'indicateur de police constitue une communication privilégiée qui est protégée par un privilège générique de common law, au même titre que le privilège avocat-client et le privilège relatif au litige.

### France
En France, les indics peuvent être rétribués (paiement en espèces, net d'impôts, par le Ministère de l'Intérieur pour les policiers, par le Ministère du budget pour les douaniers) depuis la loi du 9 mars 2004 sur la sécurité (dite loi Perben II) : immatriculés dans des fichiers qui recensent leur savoir-faire criminel et le service policier qui le gère, les affaires qu'ils ont amenées et leur rayon d'action ; ces fichiers sont regroupés dans le Bureau central des sources qui dépend du Service interministériel d’assistance technique (SIAT, service de la Direction centrale de la police judiciaire), avant ils pouvaient recevoir jusqu'à 10 % de la valeur de la saisie (drogue, argent), cette pratique pouvant aboutir à la mise en examen de policiers pour association de malfaiteurs.

### Suisse
Des auxiliaires de sécurité peuvent être formés et mobilisés, ils n'exercent généralement pas cette occupation à plein temps, font principalement de la surveillance de personnes, et sont attribués à un quartier, une mission précise ou une plage horaire et ensuite affectés à d'autres personnes. Ils peuvent être mobilisés dans la minute via leur téléphone mobile. La police peut y avoir recours comme témoins sur une intervention ou un évènement particulier. Ils n'ont besoin d'aucun diplôme particulier.

## Indicateurs connus
- Lucien de La Hodde
- Marc Fievet, indicateur des douanes (domaine dans lequel cette fonction est appelée « aviseur »)
- Gilles Benichou, indicateur du commissaire Michel Neyret, accusé de corruption.
- Fritz Haarmann (1879-1925), également tueur en série

## Famille d'indicateurs
Trois familles d'informateurs sont recensées :
- informateurs occasionnels : témoins d'un fait ponctuel, bénévoles ;
- informateurs plus réguliers : garagiste (pour les voitures maquillées), armurier, brocanteur (pièce atypique), paysan, maire, patron d'hôtels ou de boîtes de nuit (clientèle louche ou qui « flambe »), bénévoles mais parfois « offres de primes » ;
- informateurs professionnels : essentiellement des voyous, bandits, repris de justice, manipulés par le policier ou rémunérés (cash, service).

Une dernière famille beaucoup plus rare concerne des informateurs professionnels officiels de la gendarmerie nationale.

## Au cinéma
De nombreux films policiers ont mis à l'écran des personnages d'indicateurs. On peut par exemple citer La Balance (1982) de Bob Swaim, Le Cousin (1997) d'Alain Corneau ou Le Doulos (1962) de Jean-Pierre Melville.

## Argot
L'indicateur est affublé d'un grand nombre de noms dans l'argot des policiers ou des criminels : « aviseur » (pour les douanes), « balance », « bavette », « bourrique », « cafard », « cousin », « doulos », « rat », « cafteur », « poucave », « casserole », « donneur », « fileur », « indic' », « mouche » (au XVIIe siècle puis « mouchard », « mouton », « raille », « taupe »,, « tonton flingueurs », etc.